# Draconanthes
Draconanthes – rodzaj roślin z rodziny storczykowatych (Orchidaceae). Obejmuje 8 gatunków występujących w Ameryce Południowej w Boliwii, Kolumbii, Ekwadorze, Peru, Wenezueli.

## Systematyka
Rodzaj sklasyfikowany do podplemienia Pleurothallidinae w plemieniu Epidendreae, podrodzina epidendronowe (Epidendroideae), rodzina storczykowate (Orchidaceae), rząd szparagowce (Asparagales) w obrębie roślin jednoliściennych.
Wykaz gatunków
- Draconanthes aberrans (Schltr.) Luer
- Draconanthes bufonis (Luer & Hirtz) Luer
- Draconanthes chingazaense Uribe Vélez & Sauleda
- Draconanthes ecuadoriana Kolan., S.Nowak & Szlach.
- Draconanthes lueriana Kolan., S.Nowak & Szlach.
- Draconanthes prionota (Luer & Hirtz) Kolan., S.Nowak & Szlach.
- Draconanthes trachysepala (Schltr.) Kolan., S.Nowak & Szlach.
- Draconanthes venezuelana Kolan., S.Nowak & Szlach.